# Orissaare (gemeente)
Orissaare (Estisch: Orissaare vald) is een voormalige gemeente in de Estlandse provincie Saaremaa. De gemeente telde 1768 inwoners (1 januari 2017) en had een oppervlakte van 163,6 km². De gemeente lag aan de noordkust van het eiland Saaremaa. De hoofdplaats was Orissaare. Bij de gemeente hoorde ook het eiland Kõinastu laid (2,62 km² groot), dat tussen de eilanden Saaremaa en Muhu in ligt.
De dam die het eiland Muhu verbindt met het eiland Saaremaa komt uit op het grondgebied van de voormalige gemeente Orissaare.
Orissaare werd in oktober 2017 bij de fusiegemeente Saaremaa gevoegd.

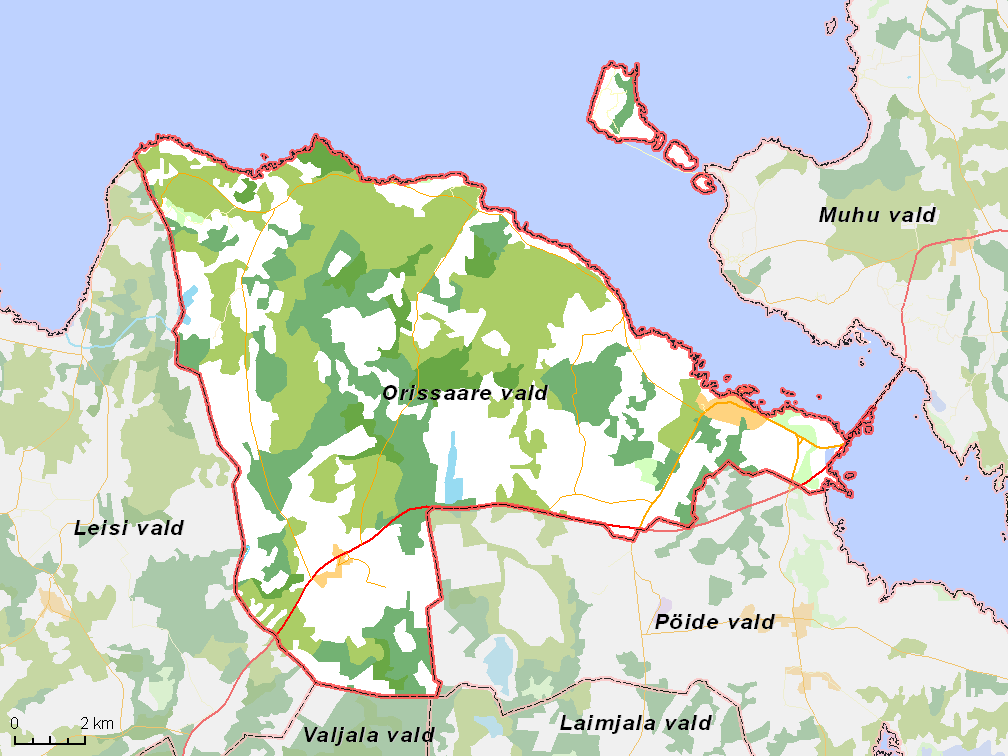
De gemeente met omliggende gemeenten, situatie begin 2017

## Plaatsen
Naast de hoofdplaats Orissaare, met de status van vlek, telde de gemeente 36 dorpen: Ariste, Arju, Haapsu, Hindu, Imavere, Jaani, Järveküla, Kalma, Kareda, Kavandi, Kõinastu, Kuninguste, Laheküla, Liigalaskma, Liiva, Maasi, Mäeküla, Mehama, Ööriku, Orinõmme, Põripõllu, Pulli, Randküla, Rannaküla, Raugu, Saikla, Salu, Suur-Pahila, Suur-Rahula, Taaliku, Tagavere, Tumala, Väike-Pahila, Väike-Rahula, Väljaküla en Võhma.